# Poecilocampinae
Los poecilocampinos (Poecilocampinae) es una subfamilia de  lepidópteros ditrisios de la  familia Lasiocampidae.

## Géneros
- Poecilocampa - Trichiura[1]